# Cal Perelló
Cal Perelló és una casa al nucli de l'Ametlla de Segarra inclosa a l'Inventari del Patrimoni Arquitectònic de Catalunya. Aquesta casa era propietat de la família dels Perelló, que foren barons de Renau. Segons fonts populars es tracta d'una de les cases fundadores de l'Ametlla. Tot i així, l'única data segura és la de 1638 que apareix escrita en una llinda a la façana posterior de la casa, junt amb el nom de Francesc Perelló. Actualment el seu ús és el de casa de colònies.

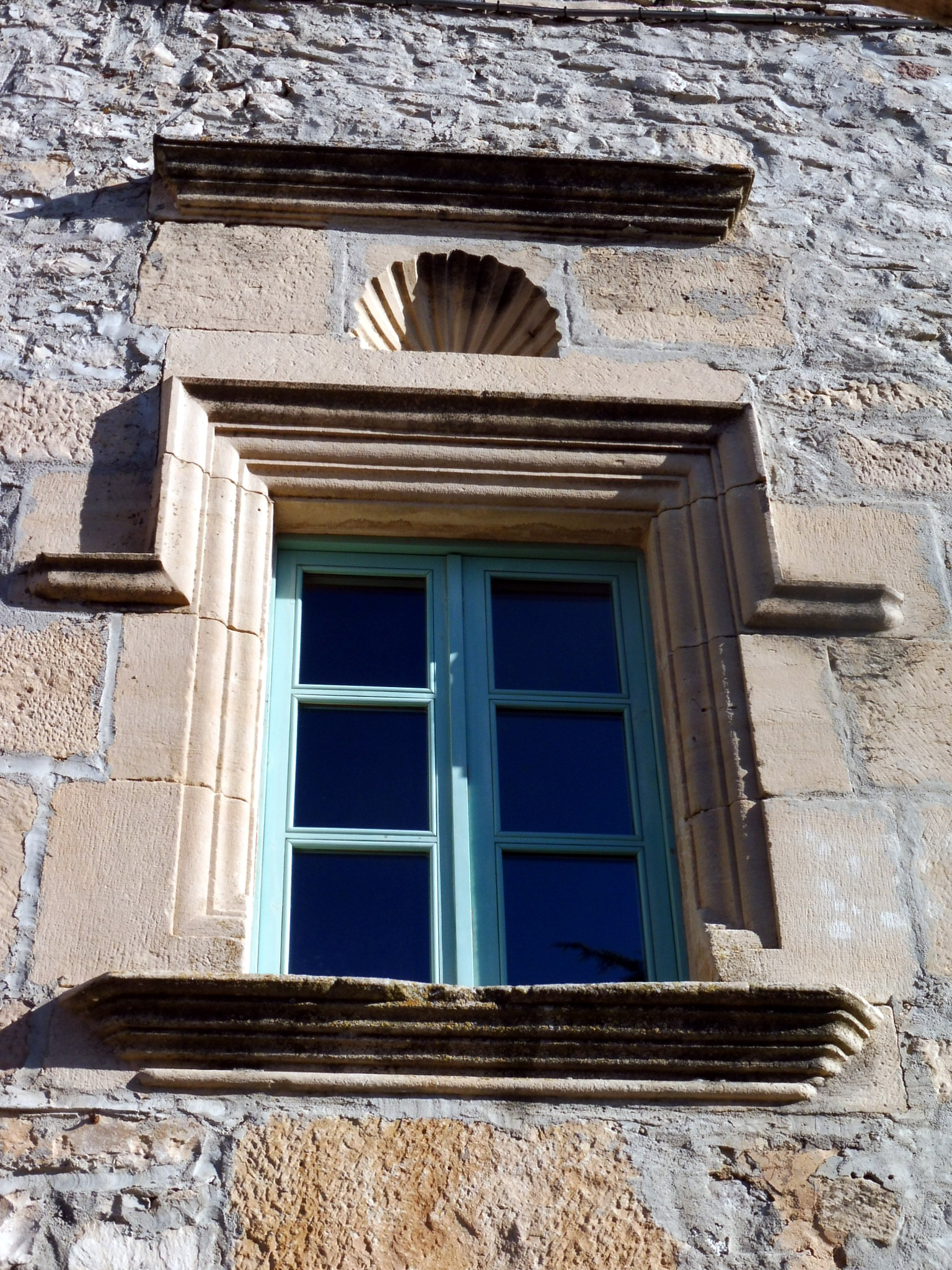
Detall de la finestra

Habitatge reformat situat dins del nucli urbà i perfectament integrat al seu urbanisme. L'edifici se'ns presenta de planta rectangular i estructurat a partir de planta baixa, primer pis i golfes; i una cornisa motllurada ressegueix el perímetre de la façana principal. Es troba adossat a un habitatge (Ca la Núria, C/ Gràcia, 2) per la banda de migjorn. i la façana principal mira a ponent. En aquesta façana trobem la porta d'accés d'arc rebaixat. Damunt, situat al primer pis, se situen tres obertures, dues de las quals, decorades molt senzilles i una tercera, situada al costat esquerre, que recorda l'estil renaixentista. Aquesta última, es tracta d'una finestra amb represa monolítica i guardapols motllurat, damunt el qual es disposa, una mena de fornícula en forma de petxina i una cornisa motllurada. Amb tot, l'edifici presenta d'altres finestres decorades. Al primer pis, de la façana lateral orientada a tramuntana, hi ha una altra finestra que recorda a l'estil renaixentista, també amb represa monolítica i guardapols motllurat. Finalment, a la façana lateral orientada a llevant, s'obre un gran finestral situat al primer pis, on hi ha un treball en relleu amb l'escut familiar i una inscripció incisa amb el nom de "FRANCESC PERELLO" i la data "1638". El parament de la casa és paredat, amb ús de carreus de pedra del país, en les obertures decorades i porta d'accés, així com en les cantoneres de les seves façanes.